# Jüdischer Friedhof (Hammerstein)

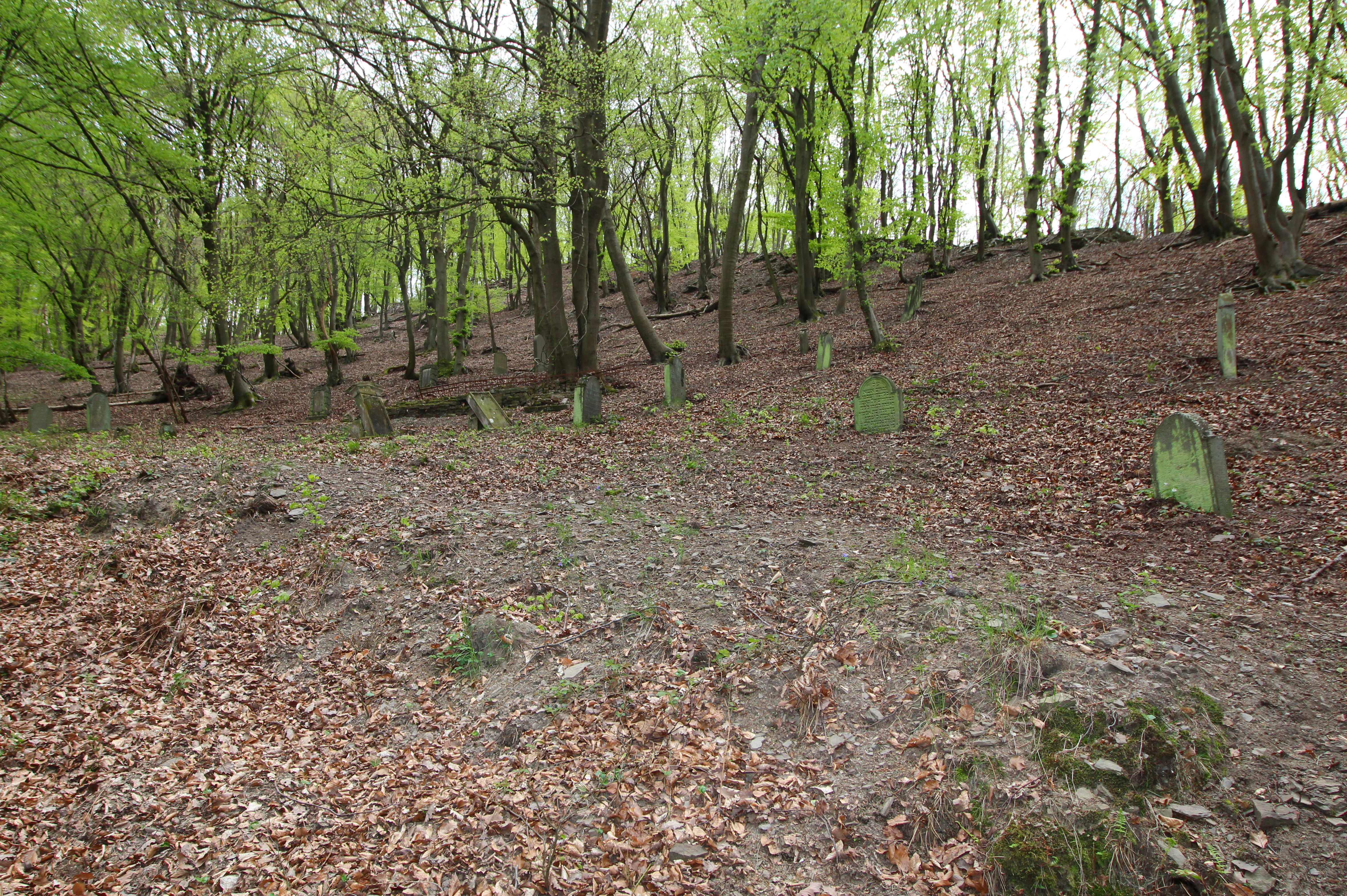
Der jüdische Friedhof von Hammerstein am Rhein

Der Jüdische Friedhof Hammerstein ist ein Friedhof in der Ortsgemeinde Hammerstein (am Rhein) im Landkreis Neuwied in Rheinland-Pfalz. Er steht seit 1989 als Kulturdenkmal unter Denkmalschutz.
Der jüdische Friedhof liegt südöstlich von Oberhammerstein, östlich des Rheins und östlich der B 42, im Wald. Das offene Friedhofsgelände – eine Einfriedung ist nicht vorhanden – ist stellenweise ein sehr steiler Hang mit Laubbäumen. Auf dem Friedhof befinden sich 21 Grabsteine und in der Mitte des Friedhofes Reste einer größeren Grabanlage: Backsteine und Reste einer kleinen Umzäunung. Mehrere der alten Grabsteine aus dem 17. Jahrhundert, die aus sehr witterungsbeständiger Basaltlava hergestellt wurden, sind noch in einem guten Zustand. Jüngere Grabsteine aus dem 18./19. Jahrhundert, die aus Sandstein hergestellt wurden, sind wesentlich stärker verwittert. Sie sind großenteils nicht mehr erhalten oder im Boden versunken.

## Geschichte
Der Friedhof wurde vom 17. Jahrhundert bis zum Jahr 1902 belegt, er diente vorwiegend den Juden aus Leutesdorf als Begräbnisplatz. Im Jahr 1934 und beim Novemberpogrom 1938 wurde er durch SS-Leute geschändet. Auch nach 1945 fanden weitere Zerstörungen statt. Im Jahr 1988 befand sich der Friedhof in einem völlig verwahrlosten Zustand. Im Herbst 1989 wurde er durch Feuerwehrleute aus Hammerstein instand gesetzt, das Gelände wurde gerodet und die Grabsteine wieder aufgerichtet.